# Cursus universitaire
 (mars 2024).
 (avril 2023).
La mise en forme du texte ne suit pas les recommandations de Wikipédia : il faut le « wikifier ».
Les points d'amélioration suivants sont les cas les plus fréquents :
- Les titres sont pré-formatés par le logiciel. Ils ne sont ni en capitales, ni en gras.
- Le texte ne doit pas être écrit en capitales (les noms de famille non plus), ni en gras, ni en italique, ni en « petit »…
- Le gras n'est utilisé que pour surligner le titre de l'article dans l'introduction, une seule fois.
- L'italique est rarement utilisé : mots en langue étrangère, titres d'œuvres, noms de bateaux, etc.
- Les citations ne sont pas en italique mais en corps de texte normal. Elles sont entourées par des guillemets français : « et ».
- Les listes à puces sont à éviter, des paragraphes rédigés étant largement préférés. Les tableaux sont à réserver à la présentation de données structurées (résultats, etc.).
- Les appels de note de bas de page (petits chiffres en exposant, introduits par l'outil «  Source ») sont à placer entre la fin de phrase et le point final[comme ça].
- Les liens internes (vers d'autres articles de Wikipédia) sont à choisir avec parcimonie. Créez des liens vers des articles approfondissant le sujet. Les termes génériques sans rapport avec le sujet sont à éviter, ainsi que les répétitions de liens vers un même terme.
- Les liens externes sont à placer uniquement dans une section « Liens externes », à la fin de l'article. Ces liens sont à choisir avec parcimonie suivant les règles définies. Si un lien sert de source à l'article, son insertion dans le texte est à faire par les notes de bas de page.
- La présentation des références doit suivre les conventions bibliographiques. Il est recommandé d'utiliser les modèles {{Ouvrage}}, {{Chapitre}}, {{Article}}, {{Lien web}} et/ou {{Bibliographie}}. Le mode d'édition visuel peut mettre en forme automatiquement les références.
- Insérer une infobox (cadre d'informations à droite) n'est pas obligatoire pour parachever la mise en page.

Pour une aide détaillée, merci de consulter Aide:Wikification.
Si vous pensez que ces points ont été résolus, vous pouvez retirer ce bandeau et améliorer la mise en forme d'un autre article.
Un cursus est un cycle universitaire se terminant éventuellement par une remise de diplôme. Le mot universitaire signifie « de l'université, voire par extension de l'enseignement supérieur ». Les cursus universitaires, peuvent être différents d'un pays à l'autre.
Les cursus universitaires ont évolué  à travers les différentes époques. Pour bien comprendre la notion de cursus et du mot universitaire l'étymologie de ses mots sera présentée.

## Étymologie

### Étymologie du mot universitaire
L'étymologie du mot universitaire est " université . "

#### Étymologie du mot cursus
Le mot cursus est " un mot latin signifiant « cours »."  

## Les cursus universitaires à travers le temps

### Les études à l'université au Moyen Âge
Dès leur fondation, les universités médiévales étaient organisées en facultés, souvent au nombre de cinq. La faculté qui avait le plus grand nombre d'étudiants était la faculté des arts dans laquelle on enseignait les sept arts libéraux : grammaire, rhétorique, dialectique, géométrie, astronomie, arithmétique, musique.
Cela constituait le socle commun de tout parcours universitaire.
Une fois la maîtrise ès arts en poche les étudiants avaient la possibilité de se diriger vers les facultés de médecine, de droit canon, de droit civil ou de théologie.
Afin d'obtenir un doctorat en médecine, l'étudiant doit effectuer au moins six années d'études médicales, après la maîtrise ès arts. Après la maîtrise ès arts, la formation du théologien pouvait s'étaler sur quinze ans. Pour pouvoir obtenir un doctorat, d'après les statuts de l'université de Paris, l'âge minimal est de 35 ans.
L'autorité intellectuelle est symbolisée par les textes écrits (textes des pères de l'Église, textes bibliques, auteurs antiques). Les examens sont oraux. Certains auteurs étaient fondamentaux : Aristote, Cicéron, Euclide, Ptolémée...
En médecine on se base sur les œuvres d'Hippocrate, Galien auxquels vont s'ajouter Avicenne et Averroès.
Les juristes se rapportent aux textes de Gratien.
Les théologiens à la Bible et aux travaux de Pierre Lombard.
L'enseignement universitaire médiéval est essentiellement fondé sur l'étude et l'assimilation de textes. L'université médiévale ne peut se passer des livres, ce qui soulève des difficultés pratiques liées à la rareté et au coût élevé des manuscrits.
L'enseignement fait une grande place aux performances orales (toujours en latin), sous la forme de lectures des textes étudiés et plus encore de questions disputées ou « disputes ». La « lectio » est l'exercice de base le plus ancien : il s'agit de lire l'extrait d'un texte qui fait autorité et de le commenter en recourant à ses connaissances. Il faut présenter le plan de l'ouvrage, son auteur et les grandes lignes de son propos ; puis l'étudiant commente ligne par ligne un extrait du texte. En guise de conclusion, il revient sur les paradoxes et points problématiques soulevés par le texte étudié."

### Les cursus universitaires de nos jours

#### Afrique

##### Maroc
" L'année universitaire se compose de deux semestres et beaucoup de programmes accueillent  un nombre important d'étudiants étrangers et expatriés. "  Au Maroc , le système français  " Licence - Master - Doctorat " est utilisé pour les études supérieures. " la plupart des programmes universitaires sont dispensés en français et en arabe , bien que le nombre de programmes offerts en anglais augmente. " 
Étudié  dans les universités publiques au Maroc c'est avoir la possibilité  d'étudier à peu près toutes les matières de base (droit international , droit français et économie). Les facultés de sciences  délivrent   des diplômes en biologie , géologie , physique et chimie , mathématiques et informatique. Tandis que dans  les facultés des lettres on peut  obtenir  des diplômes  (en littérature , psychologie , histoire et géographie , étude islamiques , philosophie et autres  sciences humaines). " De plus , il existe des facultés de médecine ". Les cours dans les domaines spécialisés comme ( les affaires , la  gestion ou la logistique mais également la psychologie , la médecine , l'architecture , le design de la mode entre autres ) sont les seuls cours qui sont enseignés dans les universités privées.

#### Asie

##### Chine
"D’un point de vue extérieur, être admis à l’université est assez difficile pour les étudiants chinois, car ils doivent passer l’examen Gāokǎo 高考 (qui est l’examen le plus important pour les lycéens chinois et qui est largement considéré comme le plus difficile au monde)"  L'année universitaire dans les universités chinoise est de deux semestres en général : le semestre d'automne (qui commence vers le mois de septembre) et le semestre d'été (qui commence vers le mois de février / mars) 
"Les cours magistraux et les travaux dirigés constituent la principale forme d'enseignement. "  La Licence en Chine dure généralement 8 semestres. Le Master peut s'étendre d'une durée de 4 à 6 semestres. En Chine , les cours à l'université sont sous forme de cours magistraux et de travaux dirigés. " Les cours se terminent généralement par des examens (quelle que soit la filière ou le diplôme)  et la présence est obligatoire. "

##### Japon
Il faut en général compter 4 années d'étude pour les études à l'université au Japon et 6 ans pour le domaine de la médecine (dentaire et vétérinaire). " Les cours commencent en avril et se terminent en mars de l'an suivant , avec deux semestres , parfois un seul dépendant du cursus. "
- 1er semestre : avril-Septembre
- 2e semestre : octobre-Mars
Pour le calendrier universitaire  il y a des vacances en été , en hiver et au printemps .
La Licence se déroule en 4 ans et le Master en 2 ans. Il faut faire entre 3 et 5 ans d'études supplémentaires  pour obtenir un doctorat au Japon.
| CYCLES    | JAPON          | FRANCE           |
| --------- | -------------- | ---------------- |
| 1er cycle | Gakushi        | Licence (bac+3)  |
| 2e cycle  | Shūshi         | Master (bac+5)   |
| 3e cycle  | Hakase/Hakushi | Doctorat (bac+8) |

" Dès la première année du premier cycle, voire en deuxième année dans certaines universités prestigieuses, les étudiants japonais doivent choisir une discipline précise. Les trois premières années se déroulent de la même manière qu'en France."  Les étudiants , lors de la quatrième année doivent rédiger une thèse dont la note sera prise en compte pour l'obtention du diplôme.
Les deux années du second cycle  associent  travail dans un laboratoire , rédaction d'une thèse et cours. Le doctorat permet aux étudiants l'accès aux métiers de la recherche et de l'enseignement dans le supérieur.

### Amériques

#### Brésil
"Le premier cycle universitaire au Brésil correspond au cycle "Pos-Graduaço", et permet de rentrer dans le monde des études supérieures via des formations plus ou moins courtes." 
- Bacharelado (Bachelor's Degre) : 4 ans
- Licenciatura : 3 ans
- Formacion tecnologica : 2 à 3 ans, formations plus spécifiques à réaliser dans les instituts professionnels.

La Licenciatura  et le Bacharelado constituent deux diplômes qui se préparent  à l'université , et qui  pourront être obtenu lors d'un même cursus. La Licenciatura est la troisième année d'études du premier cycle universitaire , et permet l'accès au Master 's Degree et au second cycle universitaire. " alors que le Bacharelado est une sorte de spécialisation en un an après la Licenciatura, qui sert de porte d'entrée pour le marché du travail mais qui permet de poursuivre les études." 
Les diplômes universitaires au Brésil de type " Bacharelado " ou " Licenciatura " touchent  tous les champs d'enseignements majeurs tels que les arts , les sciences sociales , les sciences humaines , l'économie , les sciences naturelles... Le second et le troisième cycle universitaire au Brésil sont affichés par le cycle " Graduaçao " , qui exprime  littéralement " Diplômé ". Ces formations sont donc atteignables après avoir décroché  un diplôme de premier cycle universitaire en France , au Brésil ou tout autre pays reconnu.
Mestrado : 2 à 4 ans après la Licenciatura. Équivalent d'une formation de type Master avec la possibilité de se spécialiser en fin de parcours.
Doutourado : 4 à 6 années après l'obtention du Mestrado. Équivalent d'une formation de type Doctorat. Ouvre les portes de la recherche et de l'enseignement.

### Europe

#### Angleterre
"La rentrée officielle dépend des universités mais elle commence couramment  autour de la mi-septembre pour les étudiants, voir début octobre pour certaines universités comme Oxford, et parfois une semaine avant pour les étudiants étrangers."
"L'Angleterre a adopté le système LMD, bien qu'il soit pour l'instant bien moins appliqué qu'en France.Le système universitaire est scindé en deux niveaux distincts :"  
Undergraduate :
- Bachelor of science ou of arts = License = Bac +3.

- Bachelor of Honor = Master 1 = Bac +4

Postgraduate :
- Master of science/arts = Master 2 = Bac +5

- Un doctorat correspond au même niveau dans les deux pays, c'est-à-dire Bac +8. Cependant si vous souhaitez poursuivre après le master, il faut au minimum recevoir une mention.

Les étudiants en Angleterre suivent en moyenne 12 h à 18 h de cours par semaine selon leur spécialisation." cela ne signifie pas pour autant un rythme de travail faible. " Il est exigé  près de 20h de travail personnel par semaine. Et cela est tout à fait expliqué  étant donné que lorsque les étudiants arrivent  en cours, ils  doivent déjà avoir lu une bonne partie ou bien tout de ce qui va se dire pendant l’heure. " À cela s'ajoute des mémoires, travail maison et oraux réguliers"  Les étudiants se retrouvent vite avec une grosse charge de travail .

### Océanie

#### Australie et Nouvelle - Zélande
En Australie et en Nouvelle-Zélande les universités délivrent des “Bachelor Degrees”, des “Graduate Certificates & Graduate Diplomas”, des “Master Degrees”, et des “PhD”.
" Le système est plus ou moins le même qu’en France et en Europe : " 
Bachelor en Australie et en Nouvelle-Zélande est l’équivalent de la Licence = bac +3
Master en Australie et en Nouvelle-Zélande est l’équivalent du Master = bac +4 ou +5
PhD en Australie et en Nouvelle-Zélande est l’équivalent du Doctorat = bac +7
" Les “Graduate Certificates & Graduate Diplomas” sont des programmes de 6 mois à 1 an permettant aux étudiants ayant obtenu un Bachelor dans une discipline, de s’orienter vers une autre discipline pour valider ensuite un Master. " 
" La plupart des universités ont deux rentrées annuelles (certaines trois) qui correspondent aux deux semestres : semestre 1 de février à juin et semestre 2 de juillet à novembre. " 
Les étudiants ont environ 12 à 15 heures de cours par semaine , et entre 20  et  25 heures de travail personnel. Il faut compter 4 ou 5 matières par semestre (des matières obligatoires et des options en fonction de la spécialisation choisie) avec très souvent  des devoirs à rendre ' assignements ' (essais, dissertations, présentations, devoirs en groupe…) et de temps à autre  des examens en fin de semestre.